# أنخيل غارسيا (مخرج أفلام)
أنخيل غارسيا (بالإسبانية: Ángel García Cardona) (و. 1856 – 1923 م) هو مخرج أفلام إسباني، ولد في بلنسية، توفي عن عمر يناهز 67 عاماً.

## وصلات خارجية
- أنخيل غارسيا على موقع IMDb (الإنجليزية)
- أنخيل غارسيا على موقع قاعدة بيانات الفيلم (الإنجليزية)

- أنخيل غارسيا في قاعدة بيانات الأفلام على الإنترنت